# Disco Inferno (banda)
Disco Inferno fue una banda inglesa de rock experimental activa a finales de los años 1980 y  durante los primeros años de la década de 1990. La formación inicial consistía en un trío de guitarra, bajo y batería de estilo post-punk. La banda fue pionera en el uso del sampleo digital junto a instrumentos de rock estándar. Aunque no alcanzaron el éxito comercial su existencia es considerada como elemento clave del subgénero post-rock.

## Historia
Disco Inferno fue fundado en 1989 en Essex por los adolescentes Ian Crause (guitarras y voces), Paul Willmott (bajo), Daniel Gish (teclados) y Rob Whatley (batería), aunque Gish pronto dejó la banda para unirse a Bark Psychosis, dejando Disco Inferno como trío. Inicialmente fueron una banda de post-punk muy influida por Joy Division y Wire, lanzando su primer álbum Open Doors, Closed Windows en julio de 1991, junto con el sencillo "Entertainment", también de 1991, y el EP Science de 1992, todos los cuales aparecieron en el álbum recopilatorio In Debt (1992).

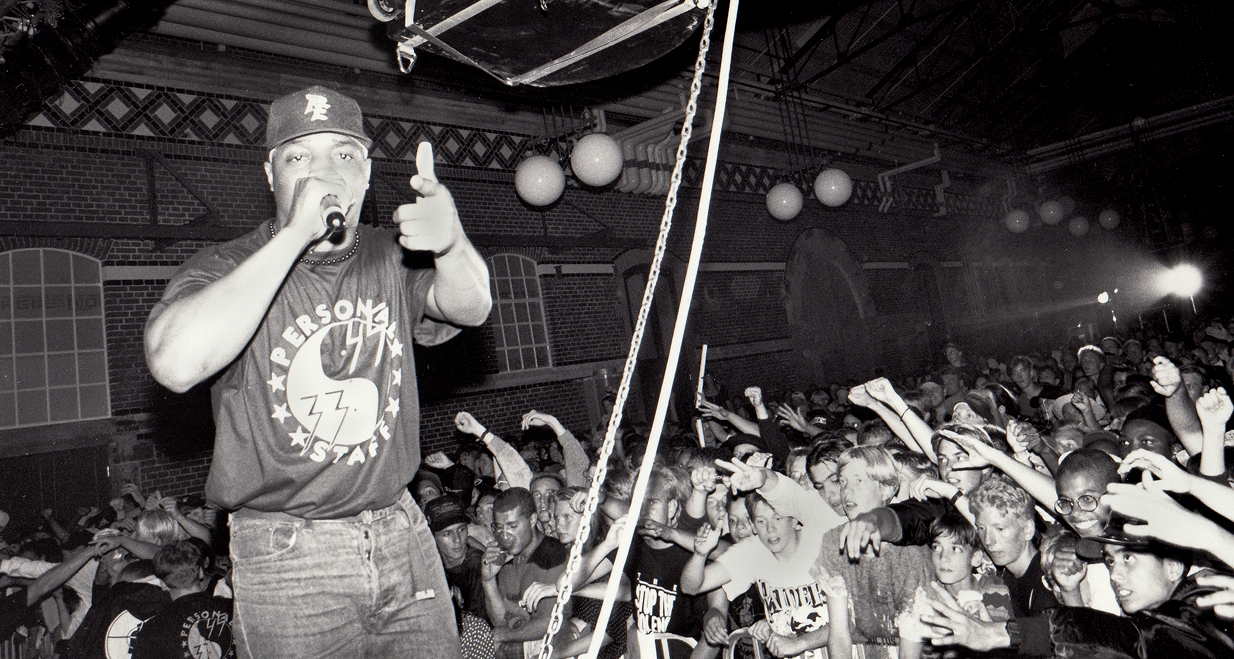
La forma de producir de Public Enemy y the Bomb Squad fue una influencia importante en Disco Inferno.

Sin embargo, Crause pronto se enamoró del sonido de grupos como My Bloody Valentine y the Young Gods, así como de la producción hip hop de the Bomb Squad y del uso del sampling en la música de Public Enemy. El lanzamiento del EP Summer's Last Sound en 1992 marcó el paso de la banda hacia la electrónica basada en el uso del sampling. La banda "adoptó una idea aparentemente simple pero, en última instancia, abierta al mundo" con este EP: crear sus instrumentos a través de samplers, y, a diferencia de sus contemporáneos, que recogían fragmentos musicales, diálogos cinematográficos u otros medios, Disco Inferno "comprometido con el mundo al completo",  grabaron sonidos como el agua corriente, el viento, el gorjeo de los pájaros, botas, accidentes de coche o voces iracundas.[cita requerida] Crause había comprado un sampler Roland S-750 con sus ahorros y comenzó a programar con él durante seis meses lo que terminaría siendo el sonido de la banda. En una entrevista de 2011, Wilmott recordó de ese tiempo:

"Habíamos grabado el EP Science, el cual nos sirvió para mejorar nuestra reputación, pero la mayoría de las noches seguíamos actuando para el personal del bar en cualquier lugar en el que se nos permitiera tocar. Estábamos frustrados, éramos ambiciosos y queríamos impresionar. Las bandas que nos gustaban empleaban samples y no parecía haber ninguna razón -aparte de lo económico- para no usarlos. Escuchábamos Blue Lines, Loveless, Adventures Beyond the Ultraworld; abiertos a todas las opciones. Eramos conscientes del clon indie-kid y queríamos ser cualquier cosa menos tribales. Llevábamos juntos poco más de tres años y colectivamente no íbamos a ningún lado; se convirtió en un momento de mierda o fracaso. Al menos moriríamos intentándolo. Siempre pensé que lo que hizo diferente a Disco Inferno después de In Debt fue nuestra completa falta de pretensiones".

Summer's Last Sound fue elogiado por su sonido implacable, innovador y experimental, expandiendo el grupo su sonido con sus EP posteriores A Rock to Cling To (1992) y The Last Dance (1993), los cuales fueron lanzados en Rough Trade Records después del cierre de su discográfica Cheree. Según Andy Kellman de AllMusic, el nuevo sello "salvó la vida de la banda, ya que los miembros creían que eran demasiado desobedientes para que nadie más los entendiera o cuidara". Kellman comentó que, "desorientadores, confusos y altamente esquizofrénicos, los desafiantes lanzamientos estaban en contraste directo con la escena britpop dominante de la época", llevando "el pop futurista de A.R. Kane un par de pasos más allá y asegurando un devoto y pequeño grupo de seguidores que encontró refugio en su naturaleza salvajemente imaginativa, sin igual." La banda fue clasificada como una de las primeras de post-rock.
En una entrevista de 2011 Crause explicó: "creo que la mayoría de grupos que ahora son etiquetados como post-rock nos veían como una especie de "grupo de juguete" (tinker-toy group) debido a las canciones pop y al uso de samples, por lo que había pocas posibilidades de que decidieran imitarnos adoptando el empleo de estos -en aquel entonces aún no había consenso crítico suficiente acerca de su uso-, el cual habíamos hecho nuestro a partir de Public Enemy, que eran demasiado negros, y los Young Gods, que cantaban en francés, por el amor de Dios! Y esta combinación de influencias no era vista como lo suficientemente 'seria', tal vez lo que significaba realmente es que no era vista como lo suficientemente viable comercialmente... Quién sabe. De todos modos, lo hice porque tenía las ideas".
El planteamiento musical de la banda alcanzó su punto álgido en su segundo álbum, D. I. Go Pop, lanzado en febrero de 1994. La música de este era dura y concisa, con la melodía en los ocho temas conducida a menudo por la línea de bajo, mientras que una serie de samples (incluyendo agua corriente, vidrios rotos, accidentes de coche y máquinas de fax) construían los collages musicales. Después de D.I. Go Pop la banda optó por la moderación en el EP Second Language, el cual presentaba un optimismo hasta entonces desconocido en las letras de Crause. El siguiente sencillo de la banda, "It's a Kid's World", sampleaba el ritmo de batería de "Lust for Life" de Iggy Pop e incorporaba una serie de antiguos temas musicales de programas de televisión para niños.
A pesar del reconocimiento crítico Disco Inferno nunca fue más allá de un reducido éxito comercial. La combinación de presión artística y financiera erosionó su sentido de propósito común y lealtad. La banda se separó agriamente en 1995, antes del lanzamiento de su último álbum, Technicolour, lanzado en julio de 1996.
En septiembre de 1999 el sello Tugboat lanzó The Mixing It Session, producción con seis pistas instrumentales que la banda había grabado para la radio, mientras que One Little Indian Records reeditó D. I. Go Pop y publicó Technicolour en Estados Unidos en 2004. En septiembre de 2011 One Little Indian lanzó un recopilatorio titulado The 5 EPs, con pistas de los cinco EP ahora descatalogados lanzados entre 1992 y 1994.

## Proyectos posteriores

### Ian Crause
Después de la separación Ian Crause formó Floorshow grabando material para un álbum inédito que iba a llamarse The Vertical Axis. Algunas de estas canciones aparecerían más tarde en sus sencillos en solitario a principios de la década de 2000 ("Elemental" y "Head Over Heels"), que contaron con el baterista Ritchie Thomas (Dif Juz, The Jesus and Mary Chain). Crause pasaría una década lejos de la música y finalmente dejaría el Reino Unido para mudarse a Bolivia.
Crause regresó a la música a mediados de 2012 con el tema "More Earthly Concerns", el cual resucitó la textura sample característica de Disco Inferno y fue lanzado a través de varios blogs. Esto fue seguido en noviembre de 2012 por "The Song of Phaethon", un sencillo de larga duración en Bandcamp inspirado tanto en la mitología griega como en la participación británica en la Segunda Guerra del Golfo. Varias canciones más ("The Vertical Axis", "Suns May Rise", "Black Light" y "A World of Ghosts") fueron lanzadas en Bandcamp a principios de 2013. El álbum en solitario de Crause, The Vertical Axis (también un lanzamiento en Bandcamp) le siguió en diciembre de 2013.

### Paul Wilmott
Paul Wilmott formó Transformer, quien grabó una versión de "Outdoor Miner" de Wire, que apareció en el álbum tributo a Wire, Whore (1996). Más tarde tocaría en la efímera banda de trip hop del sello London Records, Lisp.

## Discografía

### Álbumes
- Open Doors, Closed Windows (Ché, julio de 1991)
- D. I. Go Pop (Rough Trade, febrero de 1994)
- Technicolour (Rough Trade, julio de 1996)

### Recopilatorios
- In Debt (Ché, 1992)
- The 5 EPs (One Little Indian, septiembre de 2011)

### Sencillos y EP
- "Entertainment"/"Arc in Round" single (Ché, 1991)
- Science EP (Ché, 1991)
- Summer's Last Sound EP (Cheree Records, octubre de 1992)
- A Rock to Cling To EP (Rough Trade, julio de 1993)
- The Last Dance EP (Rough Trade, noviembre de 1993)
- Second Language EP (Rough Trade, mayo de 1994)
- It's a Kid's World EP (Rough Trade, septiembre de 1994)
- The Mixing It Session EP (Tugboat, septiembre de 1999)